# Oklahoma County
Oklahoma County ist ein County im Bundesstaat Oklahoma der Vereinigten Staaten. Der Verwaltungssitz (County Seat) ist Oklahoma City, das auch die Hauptstadt von Oklahoma ist. Das U.S. Census Bureau hat bei der Volkszählung 2020 eine Einwohnerzahl von 796.292 ermittelt.

## Geographie
Das County liegt etwas nordwestlich des geographischen Zentrums von Oklahoma und hat eine Fläche von 1860 Quadratkilometern, wovon 24 Quadratkilometer Wasserfläche sind. Es grenzt im Uhrzeigersinn an folgende Countys: Logan County, Lincoln County, Pottawatomie County, Cleveland County und Canadian County.

## Geschichte

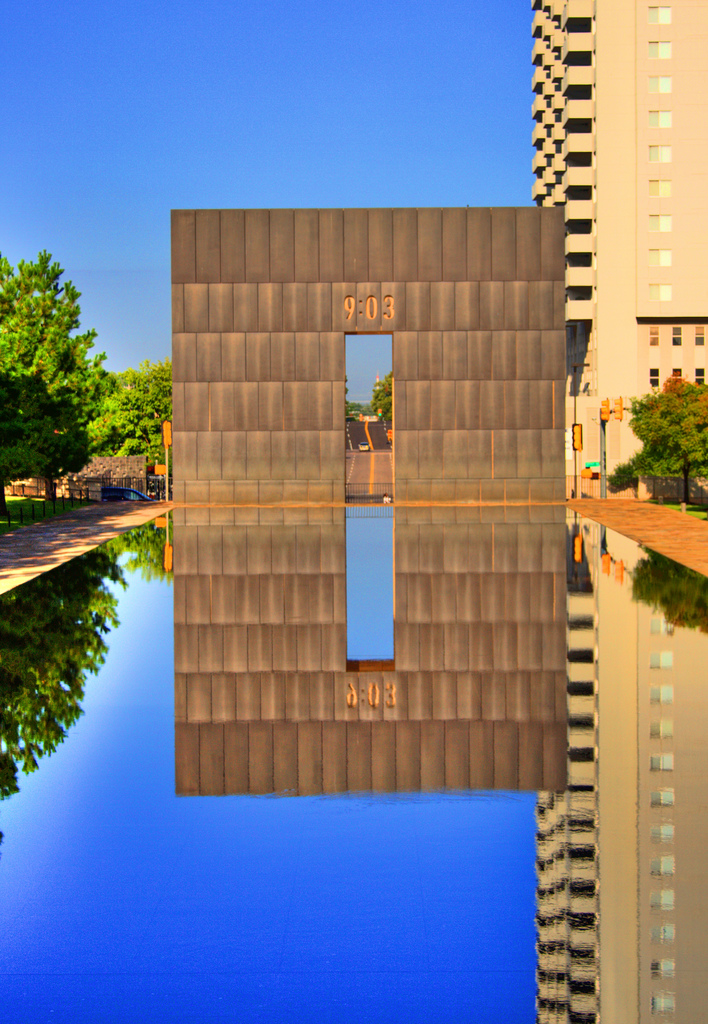
Oklahoma City National Memorial (2008)

Oklahoma County wurde 1890 als Original-County aus den Unassigned Lands gebildet und erhielt bei der Einteilung des Gebiets ursprünglich die Bezeichnung County Nr. 2. Besiedelt wurde es durch weiße Siedler während der ersten offiziellen Land-Besitznahme (Oklahoma Land Run) vom 22. April 1889.
Im County liegt ein National Memorial, das Oklahoma City National Memorial, das an den Bombenanschlag auf das Murrah Federal Building in Oklahoma City erinnert. und der Pennsylvania Railroad Depot and Baggage Room. 127 Bauwerke und Stätten des Countys sind im National Register of Historic Places eingetragen (Stand 20. Mai 2018).

## Demografische Daten

Alterspyramide des Oklahoma County

Nach der Volkszählung im Jahr 2000 lebten im Oklahoma County 660.448 Menschen in 266.834 Haushalten und 170.773 Familien. Die Bevölkerungsdichte betrug 360 Einwohner pro Quadratkilometer. Ethnisch betrachtet setzte sich die Bevölkerung zusammen aus 70,44 Prozent Weißen, 15,03 Prozent Afroamerikanern, 3,42 Prozent amerikanischen Ureinwohnern, 2,81 Prozent Asiaten, 0,08 Prozent Bewohnern aus dem pazifischen Inselraum und 4,36 Prozent aus anderen ethnischen Gruppen; 3,87 Prozent stammten von zwei oder mehr Ethnien ab. 8,68 Prozent der Bevölkerung waren spanischer oder lateinamerikanischer Abstammung.
Von den 266.834 Haushalten hatten 30,9 Prozent Kinder unter 18 Jahre, die im Haushalt lebten. 46,3 Prozent waren verheiratete, zusammenlebende Paare, 13,5 Prozent waren allein erziehende Mütter. 36,0 Prozent waren keine Familien, 30,2 Prozent waren Singlehaushalte und in 9,2 Prozent der Haushalte lebten Menschen im Alter von 65 Jahren oder darüber. Die durchschnittliche Haushaltsgröße betrug 2,41 und die durchschnittliche Familiengröße betrug 3,02 Personen.
25,6 Prozent der Bevölkerung waren unter 18 Jahre alt, 10,9 Prozent zwischen 18 und 24, 30,0 Prozent zwischen 25 und 44, 21,4 Prozent zwischen 45 und 64 und 12,2 Prozent waren 65 Jahre oder älter. Das Durchschnittsalter betrug 34 Jahre. Auf 100 weibliche Personen kamen 94,2 männliche Personen. Auf 100 Frauen im Alter von 18 Jahren oder darüber kamen 90,8 Männer.
Das jährliche Durchschnittseinkommen eines Haushalts betrug 35.063 USD und das durchschnittliche Einkommen einer Familie betrug 42.797 USD. Männer hatten ein durchschnittliches Einkommen von 31.660 USD gegenüber den Frauen mit 24.279 USD. Das Prokopfeinkommen betrug 19.551 USD. 11,7 Prozent der Familien und 15,3 Prozent der Bevölkerung lebten unterhalb der Armutsgrenze.

## Städte und Ortschaften
Ein großer Teil vom Oklahoma County wird von Oklahoma City eingenommen, dessen Stadtgebiet auch Teile von drei anderen Countys umfasst. Insgesamt gibt es im Oklahoma County 20 Gemeinden (12 Citys und 8 Towns) sowie einige gemeindefreie Orte. Die einwohnerreichsten Kommunen neben Oklahoma City sind Edmond und Midwest City mit 68.000 bzw. 54.000 Bürgern. Dagegen hat Smith Village nicht einmal 50 Bewohner.

### Citys
- Bethany
- Choctaw
- Del City
- Edmond
- Harrah
- Midwest City
- Nichols Hill
- Nicoma Park
- Oklahoma City1
- Spencer
- The Village
- Warr Acres

1teilweise in drei anderen Countys

### Towns
- Arcadia
- Forest Park
- Jones
- Lake Aluma
- Luther
- Smith Village
- Valley Brook
- Woodlawn Park